# Comuna Iacobeni, Sibiu
Iacobeni, mai demult Iacășdorf, (în dialectul săsesc Jakosdref, Jôkestref, Giukestref, Giukesdrêf, în germană Jacobsdorf, Jakobsdorf, Jakeschdorf, în maghiară Jakabfalva), este o comună în județul Sibiu, Transilvania, România, formată din satele Iacobeni (reședința), Movile, Netuș, Noiștat și Stejărișu. Se află în Valea Hârtibaciului, la circa 70 km nord-est de municipiul Sibiu.

## Demografie
Componența etnică a comunei Iacobeni
     Români (59,5%)
     Romi (30,79%)
     Alte etnii (9,71%)
Componența confesională a comunei Iacobeni
     Ortodocși (83,06%)
     Penticostali (7,23%)
     Alte religii (0,36%)
     Necunoscută (9,35%)
Conform recensământului efectuat în 2021, populația comunei Iacobeni se ridică la 2.780 de locuitori, în creștere față de recensământul anterior din 2011, când fuseseră înregistrați 2.757 de locuitori. Majoritatea locuitorilor sunt români (59,5%), cu o minoritate de romi (30,79%). Din punct de vedere confesional, majoritatea locuitorilor sunt ortodocși (83,06%), cu o minoritate de penticostali (7,23%), iar pentru 9,35% nu se cunoaște apartenența confesională.

## Politică și administrație
Comuna Iacobeni este administrată de un primar și un consiliu local compus din 13 consilieri. Primarul, Ioan Maca[*], de la Partidul Social Democrat, este în funcție din octombrie 2020. Începând cu alegerile locale din 2024, consiliul local are următoarea componență pe partide politice:
|  | Partid                          | Consilieri | Componența Consiliului | Componența Consiliului | Componența Consiliului | Componența Consiliului | Componența Consiliului | Componența Consiliului | Componența Consiliului |
|  | ------------------------------- | ---------- | ---------------------- | ---------------------- | ---------------------- | ---------------------- | ---------------------- | ---------------------- | ---------------------- |
|  | Partidul Social Democrat        | 7          |                        |                        |                        |                        |                        |                        |                        |
|  | Partidul Național Liberal       | 4          |                        |                        |                        |                        |                        |                        |                        |
|  | Alianța pentru Unirea Românilor | 1          |                        |                        |                        |                        |                        |                        |                        |
|  | Partidul PRO România            | 1          |                        |                        |                        |                        |                        |                        |                        |

## Primarii comunei
- 1996[8] - 2000 - Cori Ioan, de la PUNR
- 2000[9] - 2004 - Cori Ioan-Vasile, de la PD
- 2004[10] - 2008 - Cori Vasile-Ioan, de la PSD
- 2008[11] - 2012 - Cori Vasile-Ioan, de la PSD
- 2012[12] - 2016 - Vasile Ioan Cori, de la USL
- 2016[13] - 2020 - Vasile Ioan Cori, de la PSD